# Операция «Коломбо»
Операция «Коломбо» (исп. Operación Colombo), также «Дело 119» (исп. Caso de los 119) — специальная операция, осуществлённая в июле 1975 года политической полицией диктаторских режимов Чили (ДИНА), Бразилии (ДОПС) и Аргентины (СИДЕ) с целью ликвидации видных представителей эмигрантских центров чилийской оппозиции режиму Пиночета (преимущественно левого и леворадикального толка), а также распространения дезинформации относительно причин их гибели. Являлась частью более широкой операции «Кондор».
В ходе операции было убито 119 чилийских оппозиционеров (100 мужчин и 19 женщин) — в основном члены Левого революционного движения (МИР), а также Коммунистической партии, Социалистической партии, партии МАПУ, Лиги коммунистов Чили, Христианско-демократической партии и беспартийные. Пиночетовская пропаганда постаралась представить дело так, будто погибшие были убиты их бывшими товарищами «за предательство». В 2006 году Чилийская ассоциация журналистов подтвердила многочисленные факты нарушения профессиональной этики, допущенные газетами «El Mercurio», «La Segunda», «Las Últimas Noticias» и «La Tercera» в ходе осуществления операции.

## Международная обстановка
К концу 1974 года международное сообщество (особенно Советский Союз и страны социалистического лагеря) стало всё пристальнее проявлять внимание к событиям в Чили, где военная хунта под руководством генерала Пиночета вела систематическое истребление всей оппозиции, в том числе активно практикуя массовые аресты и пытки. Тысячи людей исчезли в неизвестном направлении, числясь «пропавшими без вести». В ноябре Генеральная Ассамблея ООН приняла резолюцию, призывающую к «восстановлению основных прав человека и основных свобод в Чили», а в декабре был опубликован доклад Межамериканской комиссии по правам человека Организации американских государств, подготовленный по результатам визита в страну группы специалистов, который подтвердил, что военный режим совершил «очень серьёзные нарушения прав человека».
Открытая поддержка пиночетовской хунты со стороны ЦРУ США и поступающая информация о массовых пытках и исчезновениях чилийских оппозиционеров, вкупе с давлением эмиграции, вызывали всё большее недовольства режимом Пиночета в США. В октябре того же года, под напором разоблачений преступлений военного режима, Сенат США по инициативе сенатора от Демократической партии Эдварда Кеннеди, отказал Чили в военной помощи на сумму более 20 млн долларов, а в январе 1975 года была создана Комиссия Чёрча, в числе прочего расследовавшая роль ЦРУ в организации военного переворота против демократически избранного президента-социалиста Сальвадора Альенде.
С целью дезориентации международного сообщества относительно внутриполитической обстановки в Чили и в рамках операции «Кондор», Управление национальной разведки (ДИНА) совместно со спецслужбами союзных Пиночету дикторских режимов Бразилии (ДОПС) и Аргентины (СИДЕ) начало подготовку операции по распространению фейковой информации относительно причин исчезновения противников режима: согласно официальной версии, никаких пропавших без вести в Чили нет, а люди, разыскиваемые их родственниками, бежали из страны и были убиты в результате внутренних разборок в рядах самой оппозиции, типичных, в частности, для Левого революционного движения (МИР). Одновременно с этим, предполагалось осуществить ликвидацию 119 известных спецслужбам диктатур противников Пиночета, большая часть из которых являлась членами МИР. Это должно было значительно сократить активность этой организации, подорванной гибелью в октябре 1974 года её лидера Мигеля Энрикеса.

## Реализация

### Организация
Организацию операции «Коломбо» взял на себя директор по гражданским вопросам ДИНА Альваро Пуга, одновременно работавший обозревателем газеты «La Segunda» под псевдонимом «Алексис». Руководящее участие в операции принимали также Педро Эспиноса, Рауль Иттуриага, Марсельо Морен Брито, Мигель Краснов, Освальдо Ромо.

### Начало операции
16 апреля 1975 года на улице Сармьенто в столице Аргентины Буэнос-Айресе было обнаружено тело человека со следами пыток. При нём оказалось удостоверение, с помощью которого убитый был опознан как экс-директор Cobre Chuqui и член Коммунистической партии Чили Давид Зильберман, который после военного переворота 1973 года был арестован в соответствии с «Законом о защите государства» и осуждён военным трибуналом на 13-ти летный срок. 4 октября 1974 года агенты ДИНА вывезли Зильбермана из тюрьмы в Сантьяго в неизвестном направлении и с тех пор его местонахождение было неизвестно. Впоследствии резидент ДИНА в Аргентине Энрике Арансибия признался, что Зильберман был замучен, а его тело подброшено в Буэнос-Айрес по прямому приказу заместителя директора ДИНА генерал-майора Рауля Иттуриаги для старта операции «Коломбо».
После этого инцидента чилийские газеты начали публикацию большого количества статей о «предположительно пропавших без вести», которые якобы находятся за пределами страны. 13 июня «La Tercera» опубликовала заметку под названием «Чилийские экстремисты тренируются в Тукумане», в которой подчёркивалось, что «среди экстремистов большое количество членов МИР и других марксистских групп, которые публично числятся исчезнувшими». СМИ главного информационного конгломерата Чили «El Mercurio Sociedad Anónima Periodística» опубликовали такие статьи, как: «Чилийские экстремисты учатся партизанить» («La Segunda», 12 июня), «Проход вооруженных миристов в Чили» («El Mercurio», 16 июня) и «Экстремисты переходят границу» («Las Últimas Noticias», 16 июня).

### Развёртывание операции
В первых числах июля военная хунта отменила запланированный на 11-е число визит в Чили делегации Комиссии ООН по правам человека, которая должна была расследовать многочисленные жалобы на нарушения прав человека в стране. Официально хунта заявила, что визит не отменён, а «отсрочен до более подходящего момента». В этот же день в городе Пилар, на севере от Буэнос-Айреса, был обнаружен сгоревший автомобиль с обгоревшими телами двух человек, которые были идентифицированы как Хайме Роботэм и Луис Гендельман — оба являлись членами МИР и пропали без вести в 1974 году. Трупы были укрыты полотном с надписью: «Демобилизован МИР. Черная бригада». Восемь дней спустя там же был найден труп Хуана Карлоса Перельмана, также члена МИР, арестованного в Сантьяго и с 20 февраля 1975 года считавшегося «пропавшим без вести».
15 июля аргентинский журнал «Lea» опубликовал список из 60 «чилийских экстремистов», якобы «ликвидированных их же товарищами по борьбе» в Аргентине, Колумбии, Венесуэле, Панаме, Мексике и Франции (на самом деле все они были убиты агентами ДИНА и спецслужбы аргентинской военной диктатуры СИДЕ). Этот журнал, как впоследствии выяснилось, был единоразово выпущен тиражом 20 тыс. экземпляров издательством Министерства социального обеспечения Аргентины «Codex» по приказу самого министра Хосе Лопеса Рега, активного функционера военной хунты (а до того — правопопулистского президента Перона) и лидера Антикоммунистического альянса Аргентины, ответственного за многочисленные нарушения прав человека. Ещё раньше, 25 июня, бразильское СМИ «Novo O’Día» (как было обнаружено после, возобновившее издание после продолжительного перерыва за счёт средств, полученных от посольства Чили в Бразилии и чилийской авиакампании LAN Chile через представителя последней Херардо Роа Аранеду, который был разоблачён как агент ДИНА) сообщило о гибели 59 членов МИР в ходе «столкновений с силами аргентинского правительства в Сальте», что также являлось ложью.
На основании сообщений этих двух изданий, а также телеграмм американского информационного агентства UPI, сообщившего об обнаружении в Буэнос-Айресе обгоревших тел чилийских эмигрантов, ведущие чилийские СМИ начали массовую публикацию статей о якобы столкновениях в рядах МИР: «Резня среди миристов разоблачает грубый маневр против Чили» («La Tercera» от 16 июля), «Кровавая внутренняя «вендетта» в МИР» («Las Últimas Noticias» от 16 июля), «Ожесточённая борьба между чилийскими марксистами» («La Segunda» от 18 июля), «Выявлено 60 убитых миристов» — с эпиграфом «Казнены их же товарищами» («El Mercurio» от 23 июля), «МИР убил 60 своих людей» («La Tercera», передовица от 23 июля) и «Кровавая борьба МИР за границей» («Las Últimas Noticias»). Вечерний выпуск «La Segunda» от 24 июля вышел с передовицей: «Истреблены, как мыши. 59 чилийских миристов пали в ходе военной операции в Аргентине», основанной на публикации «Novo O’Día».
Несколько дней спустя рупор пропаганды хунты, «El Mercurio», писал в своей редакционной статье:

Иностранные политики и журналисты, которые так часто задавались вопросом о судьбе этих членов МИР и обвиняли [чилийское] правительство в исчезновении многих из них, теперь получили объяснение, которое они отказывались принять. Жертвы собственных методов, истреблённые своими товарищами, каждый из них с трагическим красноречием указывает, что экстремисты в конце-концов становятся жертвами слепого и неумолимого ужаса, который они вызывают, и что, став на этот путь, ничто и никто может остановить их.

## Разоблачение операции
Скоординированный по времени выход большого количества материалов, отрицающих убийства чилийских политических эмигрантов агентурой ДИНА и союзных с ней спецслужб диктаторских режимов Аргентины и Бразилии, быстро вызвал сомнения в достоверности указанных в них сведений. Эксперты обратили внимание на то, что фигурирующие в качестве основного источника информации издания «Lea» и «Novo O’Día» до сей поры не были известны, все указанные в публикациях погибшие — были в списках «пропавших без вести», предоставленных руководству Чили по запросам их родственников с целью выяснения судьбы этих лиц, не были предоставлены ни тела погибших, ни их фотографии, после выхода публикаций чилийских СМИ ни одна из них не получила дальнейшего развития, а руководство Аргентины (несмотря на тесное сотрудничество с Пиночетом) не подтвердило фигурирующего в публикации «Novo O’Día» факта столкновений Вооружённых сил страны с боевиками МИР. Такие СМИ, как аргентинское «La Opinión» и «New York Times», подвергли сомнению распространяемую хунтой версию. Родственники Роботэма и Гендельмана после поездки на опознание останков в Буэнос-Айрес заявили, что предоставленные им тела принадлежат другим людям. 3 августа, в новой редакционной статье, «El Mercurio» была вынуждена признать: «Является ли предоставленная информация достоверной в целом? По внешнему виду нет; и здесь следует ожидать как минимум разъяснения или точного подтверждения от властей».
1 августа Комитет сторонников мира подал в Верховный суд Чили запрос о назначении ответственного за выявление лиц, пропавших без вести после их ареста. Комитет настаивал на необходимости выяснения местонахождения 119 человек, которые, согласно данным иностранной прессы, были обнаружены мёртвыми в Аргентине и Бразилии. Спустя два месяца ожидания на этот запрос был дан отрицательный ответ.
Несмотря на усиливающееся давление мировой общественности и разоблачение публикаций чилийских СМИ как фейковых, военная хунта наотрез отказалась признать свою ответственность за убийство 119 чилийских оппозиционеров, настаивая на версии «столкновений в рядах самой оппозиции» и называя разоблачения «клеветнической кампанией». Только 20 августа, во время церемонии в Сан-Бернардо по случаю годовщины рождения Бернардо О'Хиггинса, Пиночет официально упомянул о «Деле 119» и пообещал провести его официальное расследование, которого, однако, так и не произошло.
1 декабря 1977 года, спустя два года после выхода фальшивых публикаций, представитель Чили в ООН Серхио Диес на Генеральной Ассамблеи ООН отрицал существование «пропавших без вести», уверяя, что числившиеся таковыми люди или были убиты в ходе разборок в МИР, или вообще не существовали.

## Список 119 убитых противников хунты
| № | Дата гибели           | Имя                                 | Возраст | Партия                                     | Профессия                                     |
| --- | --------------------- | ----------------------------------- | ------- | ------------------------------------------ | --------------------------------------------- |
| 1 | 27 мая 1974 года      | Рейес Гонсалес Агустин Эдуардо      | 23      | Левое революционное движение (МИР)         | Ремесленник                                   |
| 2 | 4 июня 1974 года      | Кубильос Гальвес Карлос Луис        | 20      | Левое революционное движение (МИР)         | Коробейник                                    |
| 3 | 15 июня 1974 года     | Зейд Гомес Эдуардо Умберто          | 27      | Левое революционное движение (МИР)         | Студент-социолог                              |
| 4 | 17 июня 1974 года     | Альбано Фиорасо Чау                 | 23      | Левое революционное движение (МИР)         | Учитель испанского языка                      |
| 5 | 18 июня 1974 года     | Эспиноза Мендес Хорхе Энрике        | 24      | Левое революционное движение (МИР)         | Студент колледжа                              |
| 6 | 25 июня 1974 года     | Вильярроэль Гангас Виктор Мэн       | 18      | Беспартийный                               | Рабочий                                       |
| 7 | 8 июля 1974 года      | Акуна Кастильо Мигель Ангел         | 18      | Левое революционное движение (МИР)         | Студент                                       |
| 8 | 8 июля 1974 года      | Гарай Эрмосилья Гектор Марси        | 18      | Левое революционное движение (МИР)         | Студент                                       |
| 9 | 10 июля 1974 года     | Торо Ромеро Энрике Сегундо          | 28      | Коммунистическая партия Чили               | Рабочий                                       |
| 10 | 10 июля 1974 года     | Урибе Тамбле Барбара Габриэла       | 20      | Левое революционное движение (МИР)         | Секретарь                                     |
| 11 | 10 июля 1974 года     | Эдвин Ван Юрик Альтамирано          | 20      | Левое революционное движение (МИР)         | Студент                                       |
| 12 | 13 июля 1974 года     | Буццио Лорка Хайме Маурисио         | 21      | Лига коммунистов Чили                      | Студент-техник                                |
| 13 | 13 июля 1974 года     | Альварадо Борхель Мария Инес        | 21      | Левое революционное движение (МИР)         | Секретарь                                     |
| 14 | 14 июля 1974 года     | Контрерас Гонсалес Абундио          | 28      | Левое революционное движение (МИР)         | Работник                                      |
| 15 | 15 июля 1974 года     | Чакон Оливарес Хуан Розендо         | 29      | Левое революционное движение (МИР)         | Ветеринарный врач                             |
| 16 | 15 июля 1974 года     | Эльгета Пинто Мартин                | 21      | Левое революционное движение (МИР)         | Студент-экономист                             |
| 17 | 15 июля 1974 года     | Лара Петрович Эдуардо Энрике        | 35      | Коммунистическая партия Чили               | Сотрудник IRT                                 |
| 18 | 15 июля 1974 года     | Морено Фуэнцалида Герман Родольфо   | 25      | Левое революционное движение (МИР)         | Студент юридического факультета               |
| 19 | 15 июля 1974 года     | Вильягра Астудильо Хосе Кауполикан  | 40      | Коммунистическая партия Чили               | Рабочий                                       |
| 20 | 17 июля 1974 года     | Хинон Лембах Маркос Эстебан         | 26      | Левое революционное движение (МИР)         | Госслужащий                                   |
| 21 | 18 июля 1974 года     | Рейес Пина Даниэль Абрахам          | 24      | Левое революционное движение (МИР)         | Парикмахер                                    |
| 22 | 19 июля 1974 года     | Поблете Кордова Педро Энрике        | 27      | Левое революционное движение (МИР)         | Рабочий-металлург                             |
| 23 | 20 июля 1974 года     | Гуахардо Саморано Луис Хулио        | 22      | Левое революционное движение (МИР)         | Студент-техник                                |
| 24 | 20 июля 1974 года     | Муньос Андраде Леопольдо            | 22      | Левое революционное движение (МИР)         | Выпускник индустриального училища             |
| 25 | 23 июля 1974 года     | Гонсалес Перес Родольфо Валентин    | 19      | Беспартийный                               | Военнослужащий ВВС Чили                       |
| 26 | 25 июля 1974 года     | Ибарра Толедо Хуан Эрнесто          | 21      | Левое революционное движение (МИР)         | Студент-социолог                              |
| 27 | 25 июля 1974 года     | Нуньес Эспиноза Рамон Освальдо      | 20      | Левое революционное движение (МИР)         | Студент                                       |
| 28 | 26 июля 1974 года     | Чавес Лобос Исмаэль Дарио           | 22      | Левое революционное движение (МИР)         | Уборщик                                       |
| 29 | 27 июля 1974 года     | Оливарес Грейндорхе Хорхе Алехандро | 23      | Левое революционное движение (МИР)         | Садовник                                      |
| 30 | 29 июля 1974 года     | Мачука Муньос Захариас Антонио      | 22      | Левое революционное движение (МИР)         | Техник-топограф                               |
| 31 | 30 июля 1974 года     | Аларкон Хара Эдуардо Энрике         | 49      | Левое революционное движение (МИР)         | Строитель                                     |
| 32 | 30 июля 1974 года     | Ласо Ласо Офелио де ла Крус         | 43      | Социалистическая партия Чили               | Плотник                                       |
| 33 | 31 июля 1974 года     | Шанфро Оярсе Альфонсо Рене          | 23      | Левое революционное движение (МИР)         | Студент философского факультета               |
| 34 | 1 августа 1974 года   | Монтечинос Альфаро Серхио Себастьян | 28      | Социалистическая партия Чили               | Портной, контролёр                            |
| 35 | 5 августа 1974 года   | Хоркера Энсина Маурисио             | 19      | Левое революционное движение (МИР)         | Студент                                       |
| 36 | 6 августа 1974 года   | Андреоли Браво Мария Анжелика       | 27      | Левое революционное движение (МИР)         | Секретарь                                     |
| 37 | 6 августа 1974 года   | Докендорф Наваррете Мюриэль         | 22      | Левое революционное движение (МИР)         | Студент-экономист                             |
| 38 | 15 августа 1974 года  | Эспейо Гомес Родольфо Алехандро     | 18      | Социалистическая партия Чили               | Ученик средней школы                          |
| 39 | 15 августа 1974 года  | Гаэте Фариас Грегорио Антонио       | 24      | Социалистическая партия Чили               | Рабочий                                       |
| 40 | 15 августа 1974 года  | Гонсалес Иностроза Эрнан Гало       | 27      | Левое революционное движение (МИР)         | Частный служащий                              |
| 41 | 15 августа 1974 года  | Гонсалес Иностроза Мария Элена      | 22      | Левое революционное движение (МИР)         | Учитель                                       |
| 42 | 16 августа 1974 года  | Сальседо Моралес Карлос Эладио      | 21      | Левое революционное движение (МИР)         | Бизнесмен                                     |
| 43 | 17 августа 1974 года  | Кабесас Кихада Антонио Серхио       | 29      | Социалистическая партия Чили               | Контроллёр                                    |
| 44 | 21 августа 1974 года  | Аревало Муньос Виктор Даниэль       | 26      | Коммунистическая партия Чили               | Продавец фруктов                              |
| 45 | 22 августа 1974 года  | Ариас Вега Альберто Владимир        | 19      | Коммунистическая партия Чили               | Механик                                       |
| 46 | 22 августа 1974 года  | Тельо Гаридо Теобальдо Антонио      | 25      | Левое революционное движение (МИР)         | Фотограф                                      |
| 47 | 22 августа 1974 года  | Эспиноза Велл Модесто Сегундо       | 32      | Левое революционное движение (МИР)         | Музыкант                                      |
| 48 | 23 августа 1974 года  | Агилера Пеналоса Сталин Артуро      | 41      | Коммунистическая партия Чили               | Художник                                      |
| 49 | 24 августа 1974 года  | Матурана Перес Хуан Баутиста        | 29      | Коммунистическая партия Чили               | Бизнесмен                                     |
| 50 | 24 августа 1974 года  | Олмос Гусман Гэри Нельсон           | 34      | Беспартийный                               | Сапожник                                      |
| 51 | 26 августа 1974 года  | Браво Нуньес Франсиско Хавьер       | 24      | Левое революционное движение (МИР)         | Автомеханик                                   |
| 52 | 27 августа 1974 года  | Бинфа Контрерас Жаклин              | 28      | Левое революционное движение (МИР)         | Социальный помощник                           |
| 53 | 28 августа 1974 года  | Барриа Аранеда Антонио Артуро       | 38      | Коммунистическая партия Чили               | Профессор                                     |
| 54 | 29 августа 1974 года  | Лопес Диас Виолета дель Кармен      | 40      | Левое революционное движение (МИР)         | Секретарь                                     |
| 55 | 5 сентября 1974 года  | Бустос Рейес Соня де лас Мерседес   | 30      | Христианско-демократическая партия Чили    | Секретарь                                     |
| 56 | 6 сентября 1974 года  | Чаер Васкес Роберто                 | 21      | Левое революционное движение (МИР)         | Частный служащий                              |
| 57 | 6 сентября 1974 года  | Лланка Итурра Моника Числейн        | 23      | Левое революционное движение (МИР)         | Государственный служащий                      |
| 58 | 6 сентября 1974 года  | Моралес Чапарро Эдгардо             | 38      | Социалистическая партия Чили               | Рабочий                                       |
| 59 | 7 сентября 1974 года  | Эдо Карраско Франсиско Эдуардо      | 63      | Социалистическая партия Чили               | Профессор архитектуры                         |
| 60 | 7 сентября 1974 года  | Ретамалес Брисеньо Асраэль Леона    | 44      | Беспартийный                               | Механик (на общественных началах)             |
| 61 | 10 сентября 1974 года | Перес Варгас Карлос Фредди          | 25      | Левое революционное движение (МИР)         | Публицист                                     |
| 62 | 13 сентября 1974 года | Хара Кастро Хосе Иполито            | 24      | Левое революционное движение (МИР)         | Выпускник химико-фармацевтического факультета |
| 63 | 14 сентября 1974 года | Кастро Лопес Бернардо               | 36      | Левое революционное движение (МИР)         | Карикатурист, публицист                       |
| 64 | 14 сентября 1974 года | Дуран Ривас Луис Эдуардо            | 29      | Движение единого народного действия (МАПУ) | Студент-журналист                             |
| 65 | 14 сентября 1974 года | Лагос Идальго Серхио Эрнан          | 30      | Движение единого народного действия (МАПУ) | Частный служащий                              |
| 66 | 14 сентября 1974 года | Меринос Молина Педро Хуан           | 20      | Коммунистическая партия Чили               | Портной                                       |
| 67 | 16 сентября 1974 года | Карраско Диас Марио Эдрульфо        | 18      | Беспартийный                               | Студент-бухгалтер                             |
| 68 | 16 сентября 1974 года | Паломино Бенитес Висенте Сегундо    | 30      | Левое революционное движение (МИР)         | Учитель химии                                 |
| 69 | 16 сентября 1974 года | Зунига Тапиа Гектор Каэтано         | 27      | Левое революционное движение (МИР)         | Студент-химик-фармацевт                       |
| 70 | 17 сентября 1974 года | Вильялобос Диас Мануэль Хесус       | 22      | Левое революционное движение (МИР)         | Продавец                                      |
| 71 | 17 сентября 1974 года | Галлардо Агуэро Нестор Альфонсо     | 24      | Левое революционное движение (МИР)         | Лавочник                                      |
| 72 | 20 сентября 1974 года | Гахардо Вольф Карлос Альфредо       | 34      | Левое революционное движение (МИР)         | Архитектор                                    |
| 73 | 20 сентября 1974 года | Фуэнте Рикельме Луис Фернандо       | 23      | Левое революционное движение (МИР)         | Студент колледжа                              |
| 74 | 23 сентября 1974 года | Лопес Стюарт Мария Кристина         | 22      | Левое революционное движение (МИР)         | Студентка-историк                             |
| 75 | 25 сентября 1974 года | Кальдерон Тапиа Марио Эдуардо       | 31      | Левое революционное движение (МИР)         | Журналист                                     |
| 76 | 25 сентября 1974 года | Салинас Аргомедо Ариэль Мартин      | 26      | Левое революционное движение (МИР)         | Студент-социолог                              |
| 77 | 3 октября 1974 года   | Андроникос Антекера Хорхе Элиас     | 24      | Левое революционное движение (МИР)         | Студент                                       |
| 78 | 4 октября 1974 года   | Андроникос Антекера Хуан Карлос     | 23      | Левое революционное движение (МИР)         | Студент                                       |
| 79 | 7 октября 1974 года   | Миранда Лобос Эдуардо Фрэнсис       | 27      | Левое революционное движение (МИР)         | Сюрвейер                                      |
| 80 | 24 октября 1974 года  | Мартинес Эрнандес Юджиния           | 25      | Левое революционное движение (МИР)         | Nекстильщик                                   |
| 81 | 30 октября 1974 года  | Друлли Юрич Жаклин Полетт           | 24      | Левое революционное движение (МИР)         | Социальный помощник                           |
| 82 | 31 октября 1974 года  | Д'Оривал Брисено Хорхе Умберто      | 26      | Левое революционное движение (МИР)         | Ветеринар                                     |
| 83 | 31 октября 1974 года  | Салинас Эйтель Марсело Эдуардо      | 31      | Левое революционное движение (МИР)         | Радиотехник                                   |
| 84 | 16 ноября 1974 года   | Рейес Наваррете Серхио Альфонсо     | 26      | Левое революционное движение (МИР)         | Выпускник экономического факультета           |
| 85 | 17 ноября 1974 года   | Кастро Сальвадорес Сесилия          | 23      | Левое революционное движение (МИР)         | Студент юридического факультета               |
| 86 | 19 ноября 1974 года   | Писарро Меникони Исидро Мигель      | 21      | Левое революционное движение (МИР)         | Техник по ремонту пишущих машинок             |
| 87 | 25 ноября 1974 года   | Арройо Падилья Рубен Давид          | 29      | Левое революционное движение (МИР)         | Ремесленник                                   |
| 88 | 26 ноября 1974 года   | Сильва Перальта Клаудио Гиллер      | 23      | Левое революционное движение (МИР)         | Студент-биолог                                |
| 89 | 27 ноября 1974 года   | Сильва Камю Фернандо Гильермо       | 61      | Левое революционное движение (МИР)         | Дизайнер интерьера                            |
| 90 | 27 ноября 1974 года   | Де ла Хара Гойенече Феликс          | 24      | Левое революционное движение (МИР)         | Студент-педагог                               |
| 91 | 29 ноября 1974 года   | Буено Сифуэнтес Кармен Сесилия      | 24      | Левое революционное движение (МИР)         | Режиссер                                      |
| 92 | 7 декабря 1974 года   | Паломинос Рохас Луис Хайме          | 23      | Левое революционное движение (МИР)         | Студент                                       |
| 93 | 8 декабря 1974 года   | Сид Уррутия Вашингтон               | 25      | Левое революционное движение (МИР)         | Студент педагогического факультета            |
| 94 | 9 декабря 1974 года   | Бустильос Сереседа Мария Тереза     | 25      | Левое революционное движение (МИР)         | Студент факультета социальных работ           |
| 95 | 9 декабря 1974 года   | Пенья Солари Марио Фернандо         | 21      | Левое революционное движение (МИР)         | Студент факультета архитектуры                |
| 96 | 9 декабря 1974 года   | Нейра Муньос Марта Сильвия          | 29      | Левое революционное движение (МИР)         | Секретарь                                     |
| 97 | 10 декабря 1974 года  | Пенья Солари Нильда Патрисия        | 23      | Левое революционное движение (МИР)         | Студент-биолог                                |
| 98 | 10 декабря 1974 года  | Сильва Салдивар Херардо Эрнесто     | 23      | Левое революционное движение (МИР)         | Студент факультета статистики                 |
| 99 | 12 декабря 1974 года  | Эльтит Контрерас Мария Тереза       | 22      | Левое революционное движение (МИР)         | Студент-секретарь                             |
| 100 | 12 декабря 1974 года  | Ортис Морага Хорхе Эдуардо          | 20      | Левое революционное движение (МИР)         | Студент медицинского факультета               |
| 101 | 12 декабря 1974 года  | Радриган Плаза Ансельмо Освальдо    | 25      | Левое революционное движение (МИР)         | Студент колледжа                              |
| 102 | 13 декабря 1974 года  | Эррера Кофре Хорхе Антонио          | 18      | Левое революционное движение (МИР)         | Студент высшей школы                          |
| 103 | 14 декабря 1974 года  | Лабрадор Уррутия Рамон Исидро       | 24      | Левое революционное движение (МИР)         | Бизнесмен                                     |
| 104 | 20 декабря 1974 года  | Жуи Петерсен Мария Изабель          | 19      | Левое революционное движение (МИР)         | Студент-экономист                             |
| 105 | 31 декабря 1974 года  | Роботэм Браво Хайме Эудженио        | 23      | Социалистическая партия Чили               | Студент-социолог                              |
| 106 | 1 января 1975 года    | Мартинес Меса Агустин Аламиро       | 27      | Левое революционное движение (МИР)         | Инженер-механик                               |
| 107 | 2 января 1975 года    | Маршан Вилласека Родольфо           | 29      | Социалистическая партия Чили               | Техник по кондиционированию воздуха           |
| 108 | 6 января 1975 года    | Урбина Чаморро Гильберто Патрисио   | 25      | Левое революционное движение (МИР)         | Студент-врач                                  |
| 109 | 7 января 1975 года    | Контрерас Эрнандес Клаудио          | 27      | Левое революционное движение (МИР)         | Инженер-строитель                             |
| 110 | 7 января 1975 года    | Сандовал Родригес Мигель Анхель     | 26      | Левое революционное движение (МИР)         | Портной                                       |
| 111 | 10 января 1975 года   | Флорес Перес Хулио Фидель           | 22      | Левое революционное движение (МИР)         | Студент UTE                                   |
| 112 | 18 января 1975 года   | Гарсия Вега Альфредо Габриэль       | 30      | Левое революционное движение (МИР)         | Профессор Университета Вальпараисо            |
| 113 | 29 января 1975 года   | Молина Моголлонес Х. Энрике         | 29      | Левое революционное движение (МИР)         | Работник                                      |
| 114 | 7 февраля 1975 года   | Угас Моралес Родриго Эдуардо        | 22      | Левое революционное движение (МИР)         | Вольнонаёмный                                 |
| 115 | 13 февраля 1975 года  | Васкес Саенс Хайме Энрике           | 27      | Левое революционное движение (МИР)         | Студент-строитель                             |
| 116 | 14 февраля 1975 года  | Кортес Доо Мануэль                  | 28      | Левое революционное движение (МИР)         | Лавочник                                      |
| 117 | 14 февраля 1975 года  | Риверс Видела Уго Даниэль           | 21      | Левое революционное движение (МИР)         | Студент UTE                                   |
| 118 | 14 февраля 1975 года  | Акуна Рейес Рене Роберто            | 22      | Левое революционное движение (МИР)         | Студент колледжа                              |
| 119 | 20 февраля 1975 года  | Перельман Иде Хуан Карлос           | 31      | Левое революционное движение (МИР)         | Инженер-химик                                 |
| Список приведён по изданию Корпорации поощрения и защиты прав народа (CODEPU): Paz Rojas, Equipo de Denuncia, Investigación y Tratamiento del Torturado y su Núcleo Familiar. La Gran Mentira. El caso de las "Listas de los 119". Aproximaciones a la Guerra Psicológica de la Dictadura Chilena.1973-1990. — CODEPU, 1994. — 115 с. |                       |                                     |         |                                            |                                               |

Подавляющее большинство «пропавших без вести» и впоследствии убитых (92 человека) представляли Левое революционное движение (МИР). Также среди убитых активистов — члены Коммунистической и Социалистической партий (по 9 человек от каждой), партии МАПУ (2 человека), один христианский демократ и один член троцкистской Лиги коммунистов Чили, а также 5 беспартийных. Из 119 погибших 19 были женщины, самой младшей из которых (Мария Изабель Жуи) на момент ареста было 19 лет, а двум старшим — по 34 года, одна была беременна и четверо — имели несовершеннолетних детей.

## Судебный процесс
После перехода Чили к демократическому правлению в Апелляционном суде Сантьяго начался процесс по «Делу 119», который вёл судья Виктор Монтильо Реззио. Так как главный фигурант дела, экс-диктатор Аугусто Пиночет, в соответствии с авторитарными положениями Конституции 1980 года имел иммунитет как пожизненный сенатор, Монтильо запросил снятие с него парламентской неприкосновенности. После отмены соответствующих положений Конституции в результате реформы, осуществлённой при каденции Рикардо Лагоса, 6 июля 2005 года Апелляционный суд Сантьяго снял с Пиночета иммунитет, что было подтверждено решением Верховного суда от 14 сентября того же года. 28 декабря в отношении Пиночета было возбуждено уголовное дело и он был арестован, однако тот внёс залог и уже 9 января 2006 года вышел на свободу (в декабре того же года, по причине ухудшающегося состояния здоровья фигуранта, его уголовное преследование было прекращено). 28 мая 2008 года Монтильо вынес обвинительное заключение по делу и выдал ордер на арест 98 человек, причастных к убийствам, включая военнослужащих и гражданских лиц. Также в 2013 году в рамках расследования было возбуждено уголовное дело в отношении владельца газет «El Mercurio» и «La Segunda» Августина Эдвардса.

## Заключение Коллегии журналистов
В 2005 году родственники «пропавших без вести» в ходе операции «Коломбо» обратились в Чилийскую ассоциацию журналистов с просьбой дать оценку действий задействованных в ней СМИ. В постановлении на 35 страницах, опубликованном в марте 2006 года, комиссия по этике приговорила Фернандо Диаса Пальму, экс-директора «Las Ultimas Noticias», а также Альберто Герреро Эспинозу, экс-директора «La Tercera», к приостановке деятельности на полгода и общественному контролю. Также к трёхмесячному отстранению от работы была приговорена журналистка «El Mercurio» Беатрис Ундуррага Гомес. Комиссия также констатировала вину Рене Сильвы Эспехо и Марио Карнейро, бывших директоров «El Mercurio» и «La Segunda», однако никакого наказания они не понесли.